# Amphianthus michaelsarsi
Amphianthus michaelsarsi is een zeeanemonensoort uit de familie Hormathiidae.
Amphianthus michaelsarsi is voor het eerst wetenschappelijk beschreven door Carlgren in 1934.